# Maurice Jean Soulet
Maurice Jean Soulet (* 6. April 1926; † 1995) war ein französischer Vizeadmiral der Marine, der zuletzt von 1983 bis 1986 Chef der Zentralen Dienste der Marineflieger war.

## Leben
Soulet begann nach dem Schulbesuch eine Offiziersausbildung an der Marineschule (École Navale) in Lanvéoc und trat nach deren Abschluss in die Marine (Marine nationale française) ein. In den folgenden Jahren fand er Verwendungen als Offizier und wurde am 1. Oktober 1947 zum Leutnant zur See (Enseigne de vaisseau de deuxième classe) sowie am 1. Oktober 1949 zum Oberleutnant zur See (Enseigne de vaisseau de première classe) befördert, ehe am 1. Dezember 1952 seine Beförderung zum Kapitänleutnant (Lieutenant de Vaisseau) erfolgte. Als Korvettenkapitän (Capitaine de Corvette) war er nach weiteren Verwendungen als Stabsoffizier vom 6. August 1963 bis zum 20. August 1965 Kommandeur der aus drei Flugzeugen (21F, 22F, 28F) bestehenden Marinefliegergruppe 6 (Groupe d’aéronautique navale n° 6). Als Fregattenkapitän (Capitaine de Frégate) war er zwischen dem 6. Juni 1970 und dem 18. Juni 1971 Kommandant des zur Élan-Klasse gehörenden Aviso Commandant Rivière. 1972 wurde er als Kapitän zur See (Capitaine de Vaisseau) stellvertretender Kommandant der Marineschule und war danach vom 13. September 1973 bis zum 1. September 1975 Kommandant der Sektion Experimente und Unterstützung SES (Section d'Expérimentation et de Soutien (SES)) des Zentrums für praktische Experimente in der Luft- und Raumfahrt CEPA (Centre d’Expérimentations Pratiques de l’Aéronautique).
Nach seiner Beförderung zum Flottillenadmiral (Contre-amiral) fand Soulet weitere Verwendungen innerhalb der Marine. Er wurde im Oktober 1981 stellvertretender Marinepräfekt auf dem Marinestützpunkt Toulon und war dort schließlich als Nachfolger von Flottillenadmiral Alain Fatou vom 10. September 1983 bis zu seiner Ablösung durch Flottillenadmiral Guirec Doniol am 17. April 1986 Chef der Zentralen Dienste der Marineflieger (Service central de l’Aéronautique navale). In dieser Verwendung erfolgte seine Beförderung zum Als Konteradmiral (Vice-amiral) sowie 1984 Vizeadmiral (Vice-amiral d’escadre). Für seine Verdienste wurde ihm das Ritterkreuz der Ehrenlegion verliehen.

## Weblink
- Eintrag auf der Homepage der Marineschule (École Navale)